# AKSM-420
AKSM-420 – typ niskopodłogowego trolejbusu wytwarzanego od 2008 r. w białoruskich zakładach Biełkommunmasz w Mińsku.

## Konstrukcja
AKSM-420 to dwuosiowy trolejbus z nadwoziem niskopodłogowym. Po prawej stronie karoserii zamontowano dwoje dwuskrzydłowych drzwi przesuwnych, wyposażonych w fotokomórki zapobiegające przytrzaśnięciu pasażerów. Przód trolejbusu wyróżnia się opływowym kształtem i dużymi oknami. W monitorowanym przedziale pasażerskim zainstalowano tapicerowane siedzenia; część z nich umieszczono w dwóch rzędach prostopadle do linii okien, a część równolegle do linii okien w jednym rzędzie. Kabina kierowcy posiada klimatyzację. System informacji pasażerskiej obejmuje wyświetlacze zewnętrzne i wewnętrzne oraz nagłośnienie. Napęd trolejbusu stanowi jeden silnik prądu przemiennego typu Škoda ML 3550.

## Dostawy
| Państwo                   | Miasto         | Lata dostaw    | Liczba | Numery taborowe       |       |
| ------------------------- | -------------- | -------------- | ------ | --------------------- | ----- |
| Białoruś                  | Mińsk          | 2008–2009      | 5      | 2500–2502, 4630, 4637 | [ 2 ] |
| Rosja                     | Biełgorod      | 2013           | 20     | 448–467               | [ 3 ] |
| Rosja                     | Kaliningrad    | 2012           | 11     | 401–411               | [ 4 ] |
| Rosja                     | Kazań          | 2012           | 1      | 1127                  | [ 5 ] |
| Rosja                     | Tuła           | 2012           | 10     | patrz niżej           | [ 6 ] |
| Naddniestrze · \ Mołdawia | Tyraspol       | 2012           | 2      | 255, 260              | [ 7 ] |
| Łączna liczba:            | Łączna liczba: | Łączna liczba: | 49     |                       |       |

Numery trolejbusów
- Tuła: 4, 14, 46, 58, 62, 64, 66, 72, 75, 79